# ブルーノ・リシ
ブルーノ・リシ（Bruno Risi。1968年9月6日- ）は、スイス・アルトドルフ出身の自転車競技選手。ブルーノ・リジともいう。
6日間レースを中心にトラックレースで活躍しており、6日間レースでは通算50勝を挙げている。この記録は現役選手としては最多。内、クルト・ベトシャルトと組んで37勝を挙げ、同一ペアとしては6日間レース史上最多勝利数を誇る。
現在はフランコ・マルブリとペアを組むケースがほとんどで、世界自転車選手権のマディソンを2回制覇しているが、いずれもマルブリと組んでのものである。また2004年のアテネオリンピックでも、マルブリと組んで銀メダルを獲得した。
この他、世界選手権においてはポイントレースにおいて4回世界一に輝いている。